# Esquirol de l'Amazònia
L'esquirol de l'Amazònia (Guerlinguetus brasiliensis) és una espècie d'esquirol del gènere Guerlinguetus endèmica de Sud-amèrica. Viu al nord-est de l'Argentina i gran part del Brasil. El seu hàbitat natural són els boscos. Té una llargada de cap a gropa de 180 mm, la cua de 183 mm i un pes de 193 g (valors mitjans en adults). El pelatge dorsal és majoritàriament marró amb ratlles taronja, mentre que el ventral té una coloració molt més variable.